# Concurso ideal
En derecho penal, se conoce como concurso ideal "cuando una acción o un conjunto de acciones unitariamente consideradas, cumplen las exigencias de dos o más figuras penales; en otros términos, constituye coetáneamente dos o más delitos distintos". Así, por ejemplo, quien violenta sexualmente a su hermana, comete violación e incesto.
Habrá unidad de hecho cuando la actuación corresponda a una misma manifestación de voluntad y sea valorada unitariamente en un tipo penal. Sin embargo, esta unidad de hecho, para integrar el presupuesto voluntario del concurso ideal, tiene que dar lugar a la realización de varios tipos delictivos (dos o más infracciones), por lo que el hecho voluntario único debe abarcar pluralidad de fines (vg. matar a varias personas con una bomba).
En el caso de la bomba terrorista que mata a varias personas, en realidad no hay un solo hecho, sino dos perfectamente diferenciados. Sin embargo, la conexión íntima entre los delitos cometidos, que es una relación teleológica de medio a fin, hace que el legislador los equipare al concurso ideal propiamente dicho (concurso medial). Se hablará de concurso ideal en vez de concurso real cuando la conexión entre esos delitos sea tan íntima que si faltase uno de ellos, no se hubiese cometido el otro, por eso se considera todo el complejo como una unidad delictiva, es una relación de necesidad.